# Theo Riddick
Theo Riddick (Manville, 4 maggio 1991) è un giocatore di football americano statunitense che gioca nel ruolo di running back per i Las Vegas Raiders della National Football League (NFL). Fu scelto nel corso del sesto giro (199º assoluto) del Draft NFL 2013 dai Lions. Al college ha giocato a football all’Università di Notre Dame.

## Carriera

### Detroit Lions
Riddick fu scelto nel corso del sesto giro del Draft 2013 dai Detroit Lions. Debuttò come professionista nella vittoria della settimana 1 contro i Minnesota Vikings. Il primo touchdown in carriera lo segnò nella sconfitta della settimana 16 contro i New York Giants. Nella sua stagione da rookie corse 25 yard in 14 partite, nessuna delle quali come titolare.
Nella settimana 10 della stagione 2014, Riddick segnò il touchdown della vittoria in rimonta a 29 secondi dal termine su passaggio da 11 yard di Matthew Stafford. La sua seconda annata si chiuse con 34 ricezioni per 316 yard ricevute e quattro touchdown.

### Denver Broncos
Alla fine della stagione 2018 Riddick fu svincolato dai Lions e successivamente firmò per i Denver Broncos.

### Las Vegas Raiders
Il 23 agosto 2020 Riddick firmò con i Las Vegas Raiders.

## Statistiche
| Partite totali         | 28 |
| Partite da titolare    | 0  |
| Yard su corsa          | 76 |
| Touchdown su corsa     | 1  |
| Touchdown su ricezione | 4  |

Statistiche aggiornate alla stagione 2014